# 张俊瑶
张俊瑶（1995年3月27日—），生于浙江杭州，目前活跃在法国巴黎，独立电影导演、编剧、游戏叙事设计师、作曲人。少年时代，由于受到J.R.R 托尔金的中土世界系列作品的影响，张俊瑶开始对从细节起构筑另一个世界充满兴趣，由此踏上电影创作之路。她近年的创作关注于数字化社会中人类的记忆与时间，围绕机械时代与乌托邦，通过充满幻想与未来主义色彩的诗歌、散文、影像和文本游戏等进行创作。
张俊瑶本科毕业于浙江传媒学院，2018年赴法，从南特到巴黎，由电影至游戏，目前就读于由巴黎卢米埃尔学院、巴黎第八大学与巴黎第十大学联合创办的硕士项目：EUR ArTeC-科技、艺术与创作专业。

## 作品

### 电影作品
| 年份   | 中文片名   | 英文片名         | 职位                     |
| ------ | ---------- | ---------------- | ------------------------ |
| 2021年 | 失忆症候群 | Amnesic syndrome | 导演/编剧/主演/剪辑/编曲 |
| 2020年 | 失踪的女人 | Missing          | 导演/主演                |
| 2019年 | 雾         | The mist         | 导演                     |
| 2017年 | 蜃楼       | Mirage           | 导演/编剧                |
| 2015年 | 此岸永生   | Immortal         | 导演/编剧                |

### 游戏作品
| 年份   | 作品    | 职位       | 备注               |
| ------ | ------- | ---------- | ------------------ |
| 2021年 | OMICRON | 剧情设计师 | 原创同名交互式电影 |
| 2020年 | Babel   | 剧情设计师 |                    |

### 展览
- 2021年 短片《失忆综合症》Amnesic Syndrome入围第十届英国LIFT-OFF国际电影节官方竞选单元、第九届FIRST-TIME FILMMAKERS新人影展并参与电影节线上展映。
- 2017年 短片《蜃楼》Le Mirage参与浙江传媒学院优秀毕业作品展映，并获得评委会大奖。
- 2015年 短片《此岸永生》Immortal参与杭州“周末”实验电影放映。